# OfficeMax

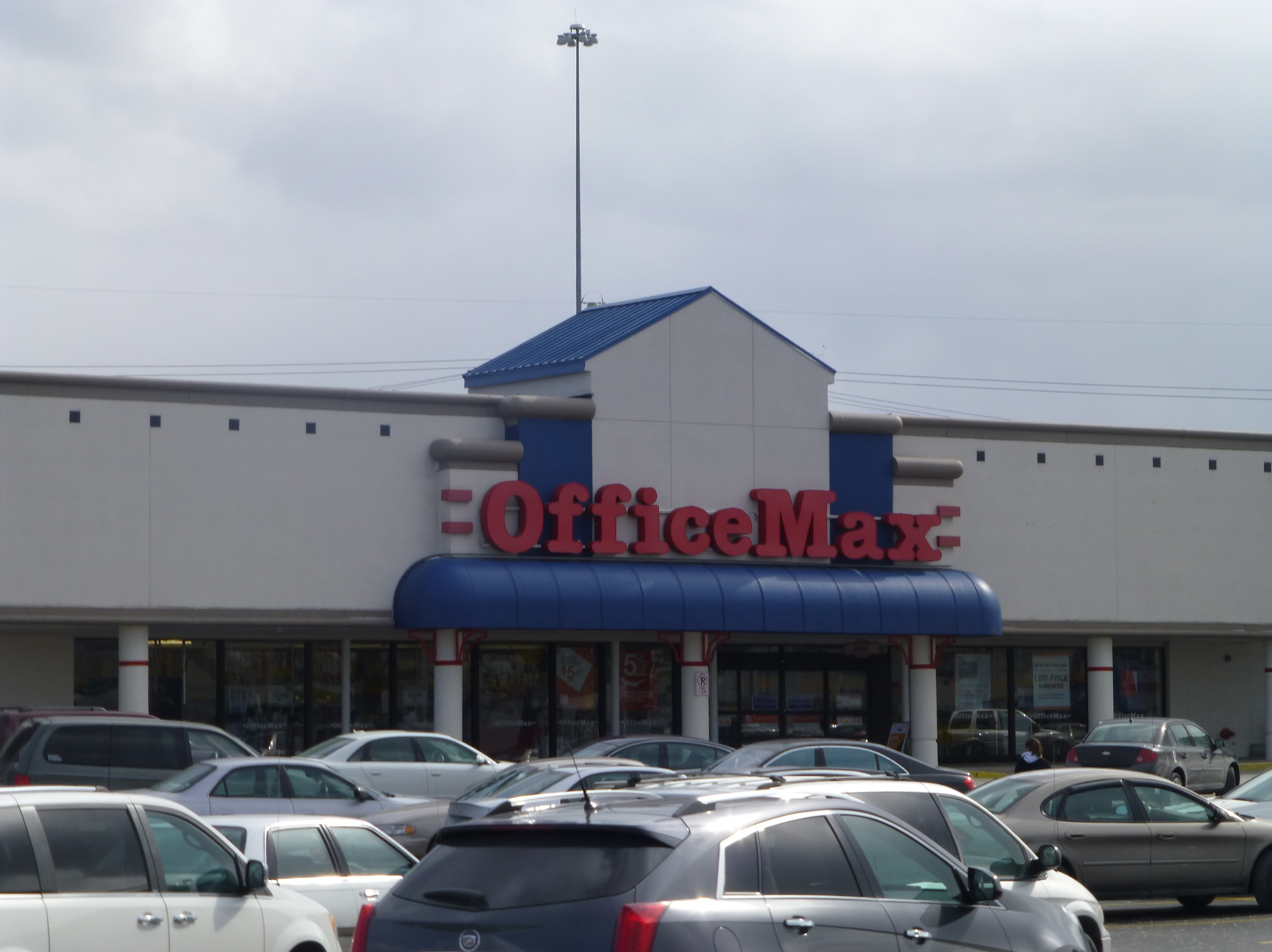
Una oficina de OfficeMax en Mayfield Heights

OfficeMax (NYSE: OMX) es una empresa minorista de suplementos de oficina fundada en 1988 y con sede en Naperville, Illinois. Es el tercer minorista más grande de artículos de escritorio en EE. UU., detrás de Staples y Office Depot.
OfficeMax tiene más de 1000 tiendas en EE. UU. (incluyendo Puerto Rico) y 80 ubicadas en México (por una empresa conjunta), además de un minorista en línea en EE. UU. (Officemax.com), también cuenta con tiendas en Nueva Zelanda y Australia.

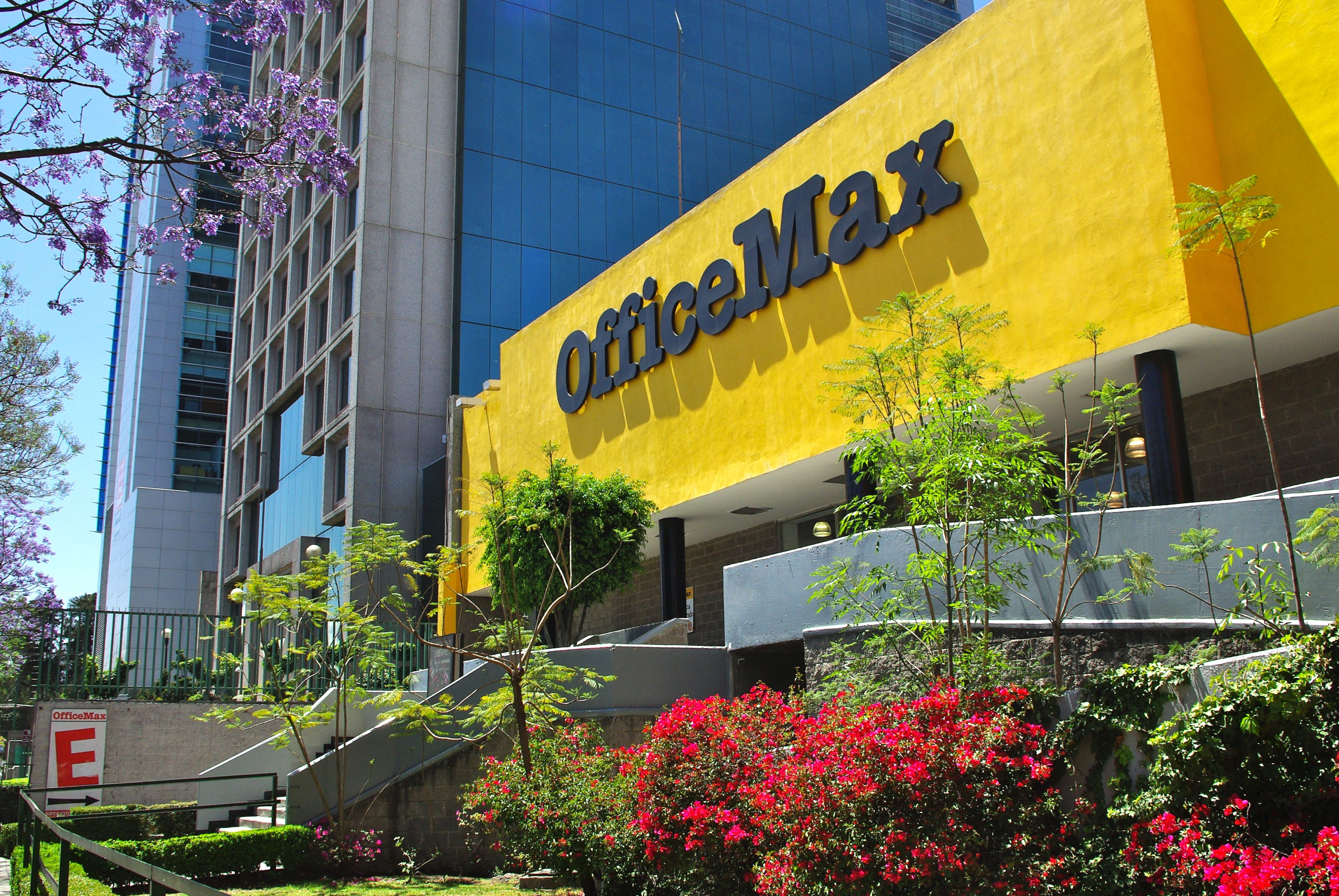
Oficina de OfficeMax en Ciudad de México

En 2015 se propuso su fusión con el competidor Office Depot, pero la FTC (la oficina de competencia estadounidense) decidió bloquearla.